# 四洮路铁路局旧址
四洮路铁路局旧址，位于中国吉林省四平市铁西区北体育街，为一个省级文物保护单位，类型为近现代重要史迹及代表性建筑，公布时间为2007年5月31日。该文物保护单位由四平市文管办管理。
四洮路铁路局旧址的历史年代为现代。